# Władysław Neuman
Władysław Neuman (ur. 8 października 1893 w Łodzi, zm. 31 stycznia 1945 w Nowym Jorku) – polski dyplomata.

## Życiorys
Od czasów studenckich związany z PPS. W czasie I wojny światowej sekretarz delegata Naczelnego Komitetu Narodowego w Rapperswilu, referent w Polskim Biurze Prasowym (1915-1917). Z okresu szwajcarskiego datowała się dobra znajomość Neumanna z Gabrielem Narutowiczem. Od stycznia 1918 w podległej Radzie Regencyjnej Misji Polskiej w Berlinie. Od 17 grudnia 1918 w Ministerstwie Spraw Zagranicznych RP jako sekretarz poselstwa w Szwajcarii, następnie od lipca 1919 sekretarz poselstwa w Sztokholmie, chargé d’affaires w Tallinnie (1920- listopad 1922). Zwolniony z MSZ podczas czystek politycznych Mariana Seydy w 1923, przywrócony przez Aleksandra Skrzyńskiego w 1924. 1 stycznia 1925 mianowany radcą legacyjnym i kierownikiem Biura Prasowego Poselstwa RP w Rydze. Przeniesiony 1 kwietnia 1927 do Ambasady RP w Paryżu, od sierpnia 1928 radca poselstwa, od kwietnia 1930 radca ambasady, kierował działem kultury i prasy. Był zdecydowanym piłsudczykiem, gdy jednak zaofiarował się jako mediator PPS wobec Piłsudskiego w sprawie Gabriela Czechowicza, popadł w czasową niełaskę.
Poseł w Oslo (1931-1942), uzyskał tam wybitną pozycję w korpusie dyplomatycznym, cieszył się osobistą przyjaźnią króla Haakona VII. W 1930 był autorem memoriału przeciw pacyfikacji wsi ukraińskich w Małopolsce Wschodniej, protestował przeciw umieszczaniu działaczy politycznych w utworzonym w 1934 obozie w Berezie Kartuskiej. Po utworzeniu Obozu Zjednoczenia Narodowego uważał za błąd niedopuszczenie do tego ugrupowania Żydów. Poseł w Meksyku (1942-1945). Od 6 sierpnia 1941 do 23 sierpnia 1941 pełnił funkcję Szefa Kancelarii Cywilnej Prezydenta RP Władysława Raczkiewicza. W Londynie należał wraz z Adamem Pragierem, Adamem i Lidią Ciołkoszami i Zygmuntem Nagórskim do grupy opozycyjnej wobec gen. Władysława Sikorskiego, w szczególności w związku ze sprawą zawarcia i postanowień układu Sikorski – Majski. W związku z tym odwołany w 1942 z funkcji posła przy emigracyjnym rządzie norweskim w Londynie i wysłany na placówkę do Meksyku, gdzie znane były jego publiczne starcia z ambasadorem sowieckim Konstantinem Umanskim.
Odznaczony Orderem Odrodzenia Polski i Medalem Dziesięciolecia Odzyskanej Niepodległości, estońskim Orderem Krzyża Wolności II klasy, norweskim Orderem św. Olafa I klasy, francuskim Orderem Legii Honorowej.
Żonaty, dwie pasierbice. Uchodził za wolnomularza.